# Cultroribula magnifica
Cultroribula magnifica är en kvalsterart som beskrevs av Berlese 1908. Cultroribula magnifica ingår i släktet Cultroribula och familjen Astegistidae. Inga underarter finns listade i Catalogue of Life.